# Нічне Різдво
Нічне Різдво — картина голландського художника Ґертґена тота Сінта Янса. Тема картини була взята з Нового Заповіту,  Євангелія від Луки. Це одна з найбільш часто представлених сюжетних ліній мистецтва. Гертген тот Сінт Янс показав народження Христа в нічних декораціях. Ймовірно, натхненником цієї композиції став апокрифний переклад Євангелія Псевдо-Матвія:
|  | Коли ангел оголосив це, він наказав утримувати зграю тварин - бо настав час розв'язки - і наказав Марії зійти з тварини та увійти в підземну печеру, в якій ніколи не було світла, а вічна темрява, бо не було денного світла. Коли Марія зайшла всередину, грот випромінював сяйво, ніби в ньому світило сонце. (...) І тут вона народила сина, якого, коли він народився, оточили ангели, а коли після народження він став на ноги, вони негайно вклонилися йому (... ПсМт 13) |

Артист поставив сцену в стайні. Маленький Ісус лежить у колисці в центральній частині картини. Праворуч над ним нахиляється Марія, а ліворуч — група ангелів. Усі персонажі освітлені потужним світлом від Дитини. Інші два джерела світла знаходяться в задній частині сцени, де відбувається одна із сюжетних ліній, що передувала народженню Ісуса. Ангел з'являється пастухам і сповіщає їм про народження Господа, наказавши їм вклонитися йому. Пастухи освітлюються сяйвом, яке виходить від проповіді божественного посланця, і багаттям, що запалюється з іншого боку. Праворуч Гертген тот Сінт Янс показав Святого Йосипа в темряві. Він відіграє другорядну роль відповідно до тодішньої християнської іконографії.